# Brando Benifei

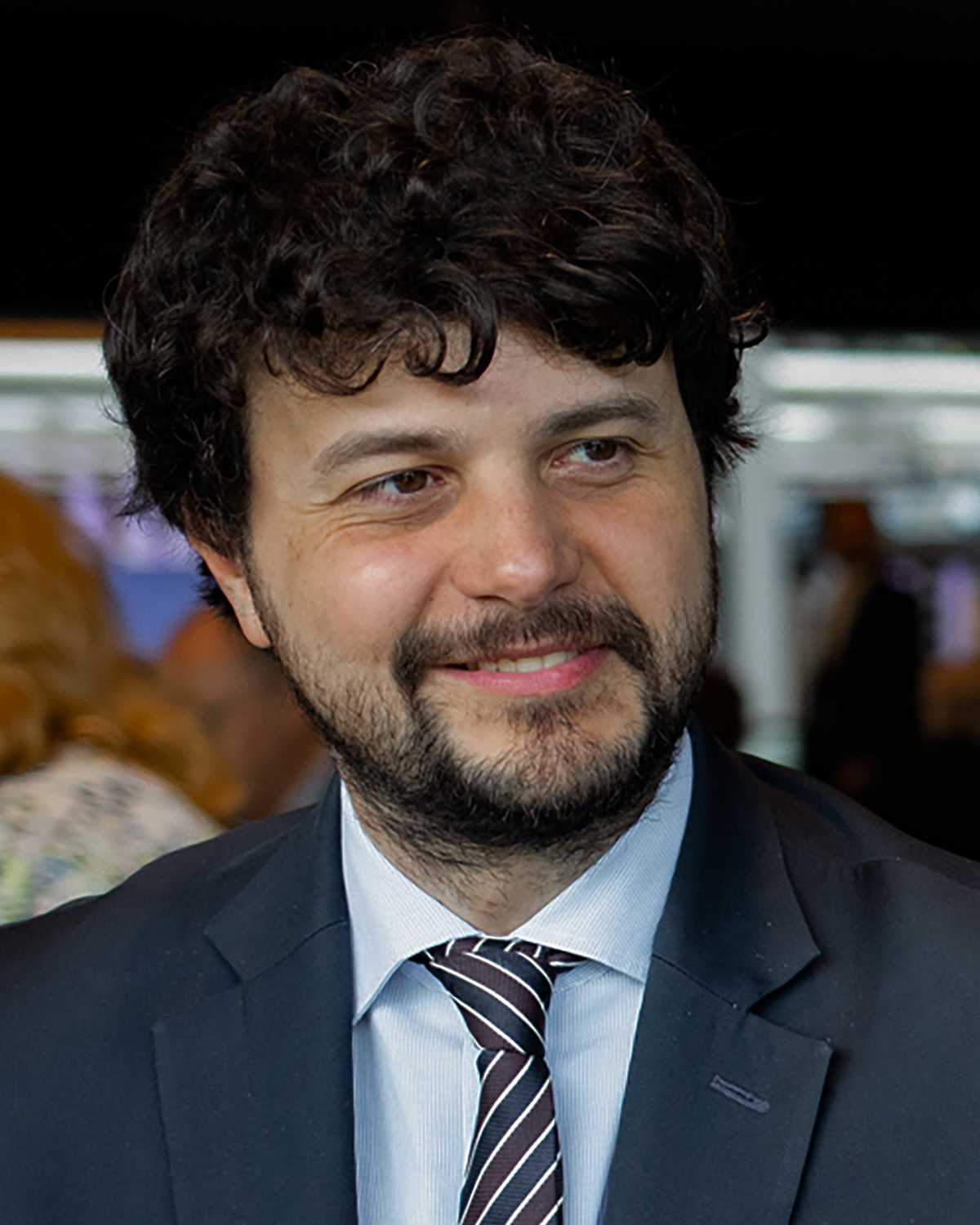
Brando Benifei, 2023

Brando Benifei (* 1. Januar 1986 in La Spezia) ist ein italienischer Politiker der Partito Democratico. Er ist seit 2014 Mitglied des Europäischen Parlaments.

## Leben
Benifei begann sein politisches Engagement mit 14 Jahren bei der Sinistra Giovanile (Junge Linke), Jugendorganisation der Democratici di Sinistra (DS; Linksdemokraten). Er studierte Jura an der Universität Bologna mit einem Erasmussemester in London. Durch die Fusion der DS mit anderen Mitte-links-Parteien 2007 wurde er Mitglied der Partito Democratico (PD) und der Jugendorganisation Giovani Democratici (Junge Demokraten), deren Provinzverband La Spezia er koordinierte. Außerdem wurde er 2009 zum stellvertretenden Vorsitzenden des Europäischen sozialistischen Jugendverbands ECOSY gewählt. Im September 2009 rückte er in den Provinzrat von La Spezia nach, dem er bis Oktober 2014 angehörte. 2010 wurde er in den Vorstand der Giovani Democratici gewählt, wo er für Europa und Außenpolitik zuständig war.
Bei der Europawahl 2014 wurde er als Abgeordneter des Wahlkreises Nordwest-Italien in das Europäische Parlament gewählt. Dort sitzt er in der Fraktion der Progressiven Allianz der Sozialdemokraten (S&D). In der Legislaturperiode 2014–19 war er Mitglied im Ausschuss für Beschäftigung und soziale Angelegenheiten sowie Delegierter in den Ausschüssen für parlamentarische Kooperation EU-Kasachstan, EU-Kirgisistan, EU-Usbekistan und EU-Tadschikistan sowie für die Beziehungen zu Turkmenistan und der Mongolei. Von 2017 bis 2019 gehörte er auch dem Unterausschuss für Sicherheit und Verteidigung an. Das Forbes-Magazin zählte ihn 2016 zu den 30 Under 30 der einflussreichsten Jungpolitiker in Europa.
Seit seiner Wiederwahl 2019 ist er Sprecher der PD-Delegation im EU-Parlament, außerdem Mitglied im Ausschuss für Binnenmarkt und Verbraucherschutz und Delegierter für die Beziehungen zu den Maschrik-Ländern.
Benifei versuchte sich Ende Januar 2021 gemeinsam mit den Abgeordneten Pietro Bartolo, Alessandra Moretti und Pierfrancesco Majorino Zugang zur kroatisch-bosnischen Grenze im „Bojna-Wald“ zu verschaffen, um sich über Pushbacks durch kroatische Grenzschützer im Zusammenhang mit dem Flüchtlingslager Lipa zu informieren. Die Gruppe wurde aber von der kroatischen Grenzpolizei 500 Meter vor der Grenze abgefangen und wegen Sicherheitsbedenken abgewiesen.
Nachdem Benifei bei der Europawahl 2024 erneut wiedergewählt worden war, ist er in der 10. Legislaturperiode (2024–2029) Mitglied im Ausschuss für internationalen Handel und im Ausschuss für konstitutionelle Fragen sowie stellvertretendes Mitglied im Ausschuss für Binnenmarkt und Verbraucherschutz und im Rechtsausschuss.